# Rhodochlora viridescens
Rhodochlora viridescens är en fjärilsart som beskrevs av Louis Beethoven Prout 1932. Rhodochlora viridescens ingår i släktet Rhodochlora och familjen mätare. Inga underarter finns listade.